# Vezir
Vezir (perzijsko وزير, latinizirano: wazir, dob. 'tisti, ki nosi breme') je beseda perzijskega porekla, ki je v različnih islamskih družbah in kulturah  pomenila politika na visokem državnem položaju. Položaj je primerljiv z današnjim svetovalcem za državno varnost, ministrskim predsednikom ali ministrom.  
Egiptologi za prevajanje egipčanskega naslova "tjati" uporabljajo izraz "vezir". Položaj s tem naslovom je obstojal že v Starem kraljestvu in je pomenil prvega in najvišjega državnega uslužbenca, ki je bil po položaju drugi za faraonom.
Položaj vezirja so uvedli kalifi Abasidi okrog leta 750 po zgledu na perzijske Sasanide. Po padcu Bagdadskega kalifata leta 1258 so položaj prevzeli tudi drugi islamski vladarji. V Osmanskem cesarstvu je položaj vezirja uvedel sultan Orhan I. okrog leta 1350 po zgledu na Seldžuke in je pomenil  ministra ali sultanovega svetovalca. Skupina vezirjev je sestavljala otomansko vlado, porto, ki je predsedoval "veliki vezir". Naslov velikega vezirja so ukinili šele leta 1922 in ga zamenjali z naslovom predsednika vlade.
V 16. stoletju je imelo Otomansko cesarstvo štiri vezirje, ki so bili obenem vrhovni vojskovodje – seraskerji. Kasneje so položaj vezirja uvedli tudi v vseh pašalukih, na primer v Bosni. Arabske države, ki so se v 19. in 20. stoletju odcepile od Turčije, so častni naziv vezir dajale svojim ministrom.  
Najslavnejši vezir je bil verjetno Nizam el Mulk (ubit leta 1092), ki je služil dvema seldžuškima sultanoma, Alp Arslanu in Malik Šahu I., in dvajset let vodil državo. Zanimivo je, da je bilo v Otomanskem cesarstvu med velikimi vezirji mnogo tujcev,  ki so prišli v cesarstvo kot sužnji in so se kasneje izšolali v Carigradu v palači Topkapi. Med njimi je zelo znani Mehmed Paša Sokolović, po poreklu Srb iz Bosne.